# Magócs Ottó
Magócs Ottó (Siófok, 1973. június 5. –) magyar színész, operetténekes.

## Életpályája
1987-1991 között a tatabányai Szabó József Szakközépiskola tanulója volt. 1995-ben végzett a Fővárosi Operettszínház stúdiójában. Tanult a Gór Nagy Mária Színitanodában, elvégezte a Bartók Béla Konzervatóriumot is. 1995-1997 között a szolnoki Szigligeti Színház tagja volt. 1997-től a Budapesti Operettszínházban szerepel.

## Főbb színházi szerepei
- Mozart! (Mozart)
- Elisabeth (Rudolf)
- West Side Story (Action)
- My Fair Lady (Freddy)
- Evita (Magaldi)
- Csárdáskirálynő (Bóni)
- Rómeó és Júlia (Tybalt)
- Abigél (Kőnig tanár úr)
- Hotel Mentol (Stex)
- Mária főhadnagy (Zwickli Tóbiás)
- A nyár (Simon)